# Emberizoidinae
Emberizoidinae es una pequeña subfamilia propuesta de aves paseriformes de la familia Thraupidae que agrupa a seis especies en tres géneros (uno monotípico), nativas de la América tropical (Neotrópico), cuyas áreas de distribución y hábitats  se encuentran entre el suroeste de Costa Rica, por América Central y del Sur hasta el norte de la Patagonia argentina. Las especies están prácticamente ausentes de regiones amazónicas.

## Características y taxonomía
Algunos de los análisis filogenéticos de Burns et al. (2014) dan soporte a una relación de hermanas entre la presente subfamilia y Saltatorinae; sin embargo el soporte no fue particularmente alto. Diferentemente de los Saltator, que son preponderantemente arborícolas, las aves del presente clado son terrestres, habitantes de los pastizales.  Son necesarios más análisis para clarificar si las dos subfamilias son parientes más próximos de cada una de que lo son de otros tráupidos. De cualquier forma, los patrones y colores del plumaje de los dos grupos podrían reforzar esta relación próxima.
Todas las especies se clasificaban anteriormente en la familia Emberizidae, pero ya a partir de los años 1990 pasaron a ser considerados tráupidos por algunos autores. A pesar de que la monofilia del presente grupo está fuertemente soportada por los análisis filogenéticos, antes de Barker et al. (2013) ningún estudio había considerado que las especies formaban un clado exclusivo, por lo que Burns et al. (2014) procedieron a caracterizar un nuevo taxón superior Emberizoidinae.

## Géneros
Según el ordenamiento propuesto, la presente subfamilia agrupa a los siguientes géneros:
- Coryphaspiza
- Emberizoides
- Embernagra